# Dainis Kūla

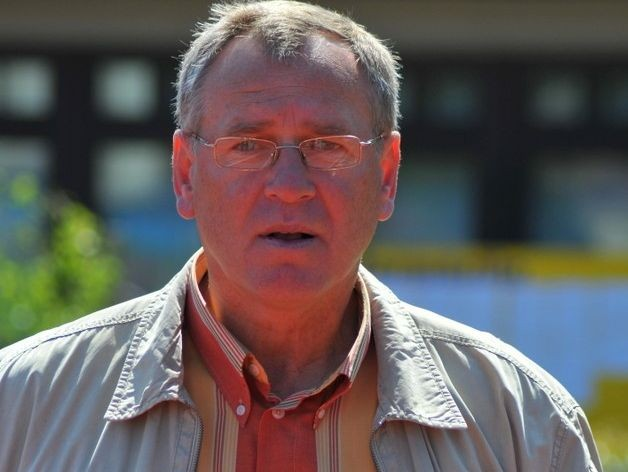
Dainis Kūla (2011)

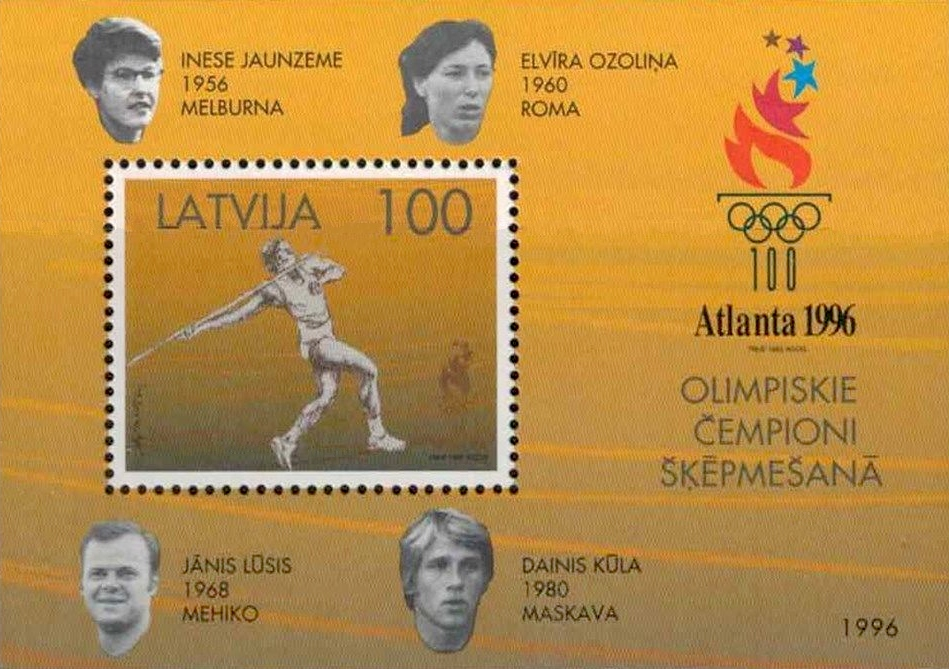
Dainis Kūla (unten, Mitte) mit anderen lettischen Olympiasiegern auf dem Block einer lettischen Einzelbriefmarke anlässlich der Olympischen Spiele 1996

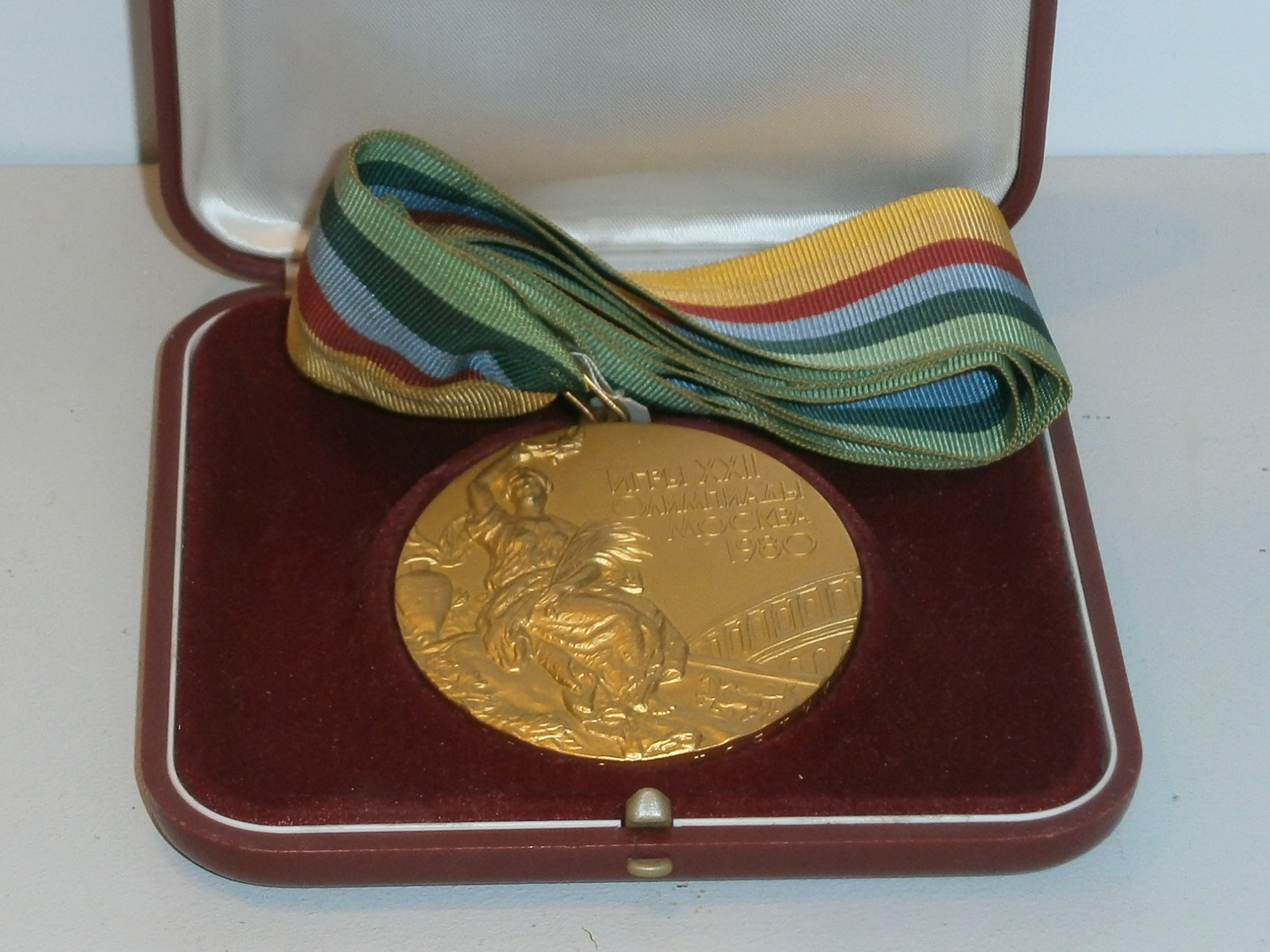
Dainis Kūlas Goldmedaille von 1980

Dainis Kūla (russisch Дайнис Элмарович Кула, Dainis Elmarowitsch Kula; * 28. April 1959 in Tukums) ist ein ehemaliger lettischer Speerwerfer, der für die Sowjetunion startend Olympiasieger wurde.

## Leben
Dainis Kūla wuchs in Ventspils auf. Als sportlich begabter Junge versuchte er sich u. a. im Radfahren, Rudern und Basketball, bis er sich 1973 für den Speerwurf entschied.
Kūla hatte im Vorfeld der Olympischen Spiele 1980 mit dem Speer die 90-Meter-Marke übertroffen, so dass er zum Favoritenkreis zu zählen war. In der Qualifikation der Spiele in Moskau legte er mit 85,76 m die drittgrößte Weite hinter dem Weltrekordler Ferenc Paragi aus Ungarn und Wolfgang Hanisch aus der DDR vor. Im Finale führte vor dem dritten Versuch Wolfgang Hanisch mit 86,72 m vor Kūlas Mannschaftskameraden Heino Puuste und Alexander Makarow. Kūla hatte zwei ungültige Versuche und Paragi hatte die 80-Meter-Marke noch nicht überworfen. Während Paragi auch im dritten Versuch patzte, flog der Speer von Kūla sehr weit, landete aber sehr flach. Trotzdem wurde der Versuch gültig gegeben, und Kūla übernahm mit 88,88 m die Spitze. Sein vierter Versuch wurde mit 91,20 m gemessen, danach folgten zwei ungültige Versuche. Kūla gewann Gold vor Makarow, der sich in den letzten beiden Versuchen noch steigern konnte, und Hanisch. Zum Ausklang der Saison warf Kūla noch 92,06 m.
Bei den Europameisterschaften 1982 belegte Kūla mit 87,84 m den vierten Platz. Ein Jahr später wurde er Dritter bei den Weltmeisterschaften 1983. Er lag mit 85,58 m zwar fast vier Meter hinter dem Weltmeister Detlef Michel aus der DDR, aber nur zwei Zentimeter hinter dem zweitplatzierten US-Amerikaner Tom Petranoff. Kūla gewann von 1981 bis 1983 die Speerwurfmeisterschaft der Sowjetunion.
Als 1986 der neue Speer eingeführt wurde, konnte Kūla nicht mehr an die Weltklasse heranwerfen. Gleichwohl setzte er seine Karriere noch lange fort und nahm nach der Unabhängigkeit Lettlands auch wieder an internationalen Wettkämpfen teil.
Dainis Kūla ist 1,90 m groß und wog zu Wettkampfzeiten 98 kg.